# Sosha Makani
Sosha Makani (en persa: سوشا مکانی; Bandar-e Anzali, Irán, 18 de noviembre de 1986) es un futbolista iraní. Se desempeña como guardameta en el Mjøndalen IF de la Eliteserien de Noruega.

## Selección nacional
Ha sido internacional con la selección de fútbol de Irán en 5 ocasiones.

## Clubes
| Club                          | País    | Año       |
| ----------------------------- | ------- | --------- |
| Fajr Sepasi FC                | Irán    | 2006-2008 |
| PAS Hamedan FC                | Irán    | 2008-2010 |
| Steel Azin FC                 | Irán    | 2010-2011 |
| Naft Teherán FC               | Irán    | 2011-2013 |
| Foolad FC                     | Irán    | 2013-2014 |
| Persépolis FC                 | Irán    | 2014-2016 |
| Mjøndalen IF                  | Noruega | 2016-2019 |
| Strømsgodset IF (cedido)      | Noruega | 2017      |
| Sanat Naft Abadan FC (cedido) | Irán    | 2018      |
| Naft Masjed Soleyman FC       | Irán    | 2019-2020 |
| Mjøndalen IF                  | Noruega | 2020-     |

## Palmarés

### Campeonatos nacionales
| Título          | Club      | País | Año  |
| --------------- | --------- | ---- | ---- |
| Iran Pro League | Foolad FC | Irán | 2014 |

## Controversia
El 4 de enero de 2016, fue arrestado por publicar imágenes en las redes sociales con dos mujeres que no llevaban el hiyab, atuendo de uso obligatorio en las mujeres musulmanas. Las fotos se consideraron antiislámicas y el arresto se produjo después de una supuesta denuncia de demandantes privados. El cargo oficial contra Makani fue por "publicar fotografías que conducen a la propagación de la corrupción y la prostitución en la sociedad". Sin embargo, su abogado impugnó que las cuentas de redes sociales del jugador habían sido hackeadas y que la información fue publicada por otras dos personas. Makani fue enviado a la prisión de Evin, pero fue liberado poco después y regresó a Persépolis a principios de 2016. El 8 de junio del mismo año, fue suspendido por seis meses sin jugar fútbol por el Comité Disciplinario.